# Saint-Élix-Theux
Saint-Élix-Theux är en kommun i departementet Gers i regionen Occitanien i sydvästra Frankrike. Kommunen ligger i kantonen Mirande som tillhör arrondissementet Mirande. År 2022 hade Saint-Élix-Theux 87 invånare.

## Befolkningsutveckling
Antalet invånare i kommunen Saint-Élix-Theux
Referens:INSEE